# Aragóniai Erzsébet portugál királyné
Aragóniai Erzsébet (Zaragoza, 1277. – Estremoz, 1336. július 4.), más néven Portugáliai Szent Erzsébet (katalánul Elizabet, spanyol és portugál nyelven Izabella),  Coimbra védőszentje, III. Péter aragóniai király leánya, II. András magyar király dédunokája, Árpád-házi szent Erzsébet nagyunokahúga. Nevét is nagynagynénje tiszteletére kapta.

## Élete
III. Péter aragóniai király és Hohenstaufen Konstancia szicíliai királyi hercegnő leánya. Apja, III. Péter Árpád-házi szent Erzsébetnek volt az unokaöccse, aki Szent Erzsébet húgának, Magyarországi Jolán aragóniai királynénak a fiaként II. András magyar király unokája volt.
Erzsébet tizenkét éves volt, amikor férjhez adták Dénes portugál királyhoz. Két gyermekük érte meg a felnőttkort:
- Alfonz trónörökös, aki rövid trónviszály után IV. Alfonz portugál királyként követte apját a trónon és
- Konstancia (Constanca, 1290–1313), akit IV. Ferdinánd kasztíliai király vett feleségül.

Egy további gyermeküknek még a neve vagy a neme sem maradt fenn; valószínűleg még csecsemő korában meghalt.
Magyarul nem tudott, példaképe mégis nagynénje, Árpád-házi Szent Erzsébet volt. Mindkét szentet rózsákkal ábrázolják, hiszen hasonló csoda esett meg velük. Izabellát Portugáliában a „Béke angyalának” is nevezték, mert ő közvetített férje és fia, Alfonz viszályában. A nagy természetű Dénes nem bizonyult jó férjnek; több szeretőt is tartott, végül elűzte feleségét, akit azzal vádolt, hogy helyette Alfonzhoz húz. Később, betegségében visszahívta, és Izabella haláláig ápolta férjét. A király halála után belépett a ferences rendbe, és jótékonyságáról vált híressé. Vagyonát és ékszereit eladta, árukat pedig szétosztotta a szegények és a kolostorok között.
A ferences harmadrendiek ruhájában zarándoklatokra indult. Gyalog ment el Compostelába, Szent Jakab sírjához, majd visszavonult Coimbrába, az általa alapított klarissza kolostorba. Szerzetesi fogadalmat csak a halálos ágyán tett, hogy a szegénységi fogadalom ne akadályozza a jótékonykodásban.
A kolostort utoljára akkor hagyta el amikor elindult, hogy békét közvetítsen fia, IV. Alfonz és a veje, a kasztíliai IV. Ferdinánd viszályában. Az út és a testvérháború miatt érzett fájdalom felőrölte erejét. Estremozban magas lázzal ágynak esett, és nem épült fel belőle. 1336. július 4-én, lánya és menye karjai között szenvedett ki.

## Halála után
Holttestét Coimbrába vitték. Sírja hamarosan zarándokhellyé vált, mert ereklyéi körül csodák történtek. Szentté avatásának eljárását 1576-ban indították el. 1612-ben felnyitották sírját, és testét épségben találták. 1626-ban avatta szentté VIII. Orbán pápa. Ünnepét még ebben az évben felvették a római naptárba, és halálának napjára, július 4-re tették. 1694-ben áthelyezték július 8-ra, hogy kivegyék Szent Péter és Pál ünnepének oktávájából. 1969-ben visszahelyezték július 4-re, mivel az oktáva megszűnt.
Sírja Coimbrában, a Szent Klára-kolostor templomában van. Szobrát minden páros évben körülhordozzák a városban.